# Chilleurs-aux-Bois
Chilleurs-aux-Bois és un municipi francès, situat al departament del Loiret i a la regió de Centre – Vall del Loira. L'any 2007 tenia 1.898 habitants.

## Demografia

### Població
El 2007 la població de fet de Chilleurs-aux-Bois era de 1.898 persones. Hi havia 715 famílies, de les quals 154 eren unipersonals (73 homes vivint sols i 81 dones vivint soles), 256 parelles sense fills, 281 parelles amb fills i 24 famílies monoparentals amb fills.
La població ha evolucionat segons el següent gràfic:
Habitants censats

### Habitatges
El 2007 hi havia 963 habitatges, 738 eren l'habitatge principal de la família, 202 eren segones residències i 22 estaven desocupats. 896 eren cases i 64 eren apartaments. Dels 738 habitatges principals, 547 estaven ocupats pels seus propietaris, 170 estaven llogats i ocupats pels llogaters i 21 estaven cedits a títol gratuït; 3 tenien una cambra, 42 en tenien dues, 139 en tenien tres, 240 en tenien quatre i 314 en tenien cinc o més. 599 habitatges disposaven pel capbaix d'una plaça de pàrquing. A 316 habitatges hi havia un automòbil i a 358 n'hi havia dos o més.

### Piràmide de població
La piràmide de població per edats i sexe el 2009 era:
| Homes | Edats   | Dones |
| ----- | ------- | ----- |
| 0     | 95 o +  | 0     |
| 4     | 90 a 94 | 8     |
| 4     | 85 a 89 | 12    |
| 4     | 80 a 84 | 20    |
| 24    | 75 a 79 | 28    |
| 40    | 70 a 74 | 32    |
| 36    | 65 a 69 | 20    |
| 52    | 60 a 64 | 48    |
| 44    | 55 a 59 | 52    |
| 80    | 50 a 54 | 72    |
| 56    | 45 a 49 | 92    |
| 80    | 40 a 44 | 52    |
| 72    | 35 a 39 | 60    |
| 56    | 30 a 34 | 64    |
| 48    | 25 a 29 | 36    |
| 44    | 20 a 24 | 40    |
| 80    | 15 a 19 | 52    |
| 52    | 10 a 14 | 60    |
| 36    | 5 a 9   | 76    |
| 20    | 0 a 4   | 44    |

## Economia
El 2007 la població en edat de treballar era de 1.190 persones, 954 eren actives i 236 eren inactives. De les 954 persones actives 881 estaven ocupades (475 homes i 406 dones) i 73 estaven aturades (32 homes i 41 dones). De les 236 persones inactives 73 estaven jubilades, 86 estaven estudiant i 77 estaven classificades com a «altres inactius».

### Ingressos
El 2009 a Chilleurs-aux-Bois hi havia 779 unitats fiscals que integraven 1.987 persones, la mediana anual d'ingressos fiscals per persona era de 18.634 €.

### Activitats econòmiques
Dels 63 establiments que hi havia el 2007, 2 eren d'empreses alimentàries, 1 d'una empresa de fabricació d'elements pel transport, 3 d'empreses de fabricació d'altres productes industrials, 14 d'empreses de construcció, 10 d'empreses de comerç i reparació d'automòbils, 3 d'empreses de transport, 5 d'empreses d'hostatgeria i restauració, 1 d'una empresa d'informació i comunicació, 2 d'empreses financeres, 4 d'empreses immobiliàries, 7 d'empreses de serveis, 9 d'entitats de l'administració pública i 2 d'empreses classificades com a «altres activitats de serveis».
Dels 24 establiments de servei als particulars que hi havia el 2009, 1 era una gendarmeria, 1 oficina de correu, 1 una oficina bancària, 2 tallers de reparació d'automòbils i de material agrícola, 1 paleta, 4 guixaires pintors, 2 fusteries, 3 lampisteries, 2 electricistes, 1 perruqueria, 4 restaurants i 2 agències immobiliàries.
Dels 3 establiments comercials que hi havia el 2009, 1 era una botiga de més de 120 m² i 2 fleques.
L'any 2000 a Chilleurs-aux-Bois hi havia 27 explotacions agrícoles que ocupaven un total de 1.580 hectàrees.

## Equipaments sanitaris i escolars
El 2009 hi havia 2 farmàcies i 1 ambulància.
El 2009 hi havia 1 escola maternal i 1 escola elemental.

## Poblacions més properes
El següent diagrama mostra les poblacions més properes.